# Орфеева, Ляля Габдулловна
Ляля Габдулловна Орфеева (род. 1955) — певица, солистка Башкирского государственного театра оперы и балета, народная артистка Башкирской АССР (1989).

## Биография
Орфеева Ляля Габдулловна родилась в Уфе Башкирской АССР.
Имеет высшее образование по специальности «сольное пение»: в 1977 году окончила Уфимский государственный институт искусств (ныне Уфимская государственная академия искусств им. З. Исмагилова, класс доцента Н. И. Уткиной).
После окончания института работала в Башкирском государственном театре оперы и балета солисткой оперной труппы.
С 1978 года работала солисткой Воронежского театра оперы и балета.
В 1985 году вернулась в Башкирский государственный театр оперы и балета.
В репертуар Ляли Габдулловны входят арии, романсы, песни зарубежных, русских, башкирских композиторов, башкирские народные песни, старинные романсы.

## Роли в операх
- Леонора (Дж. Верди «Трубадур»)
- Эболи, Королева Елизавета (Дж. Верди «Дон Карлос»)
- Аида (Дж. Верди «Аида»)
- Маргарита, Марта (Ш. Гуно «Фауст»)
- Микаэла, Мерседес (Ж.Бизе «Кармен»)
- Турандот (Дж. Пуччини «Турандот»)
- Чио-Чио-сан (Дж. Пуччини «Чио-Чио-сан»)
- Роза (Л. Делиб. «Лакме»)
- Сантуцца (П. Масканьи «Сельская честь»)
- Недда (Р. Леонкавалло «Паяцы»)
- Бесс (Дж. Гершвин «Порги и Бесс»)
- Наташа (А. Даргомыжский «Русалка»)
- Ярославна (А. Бородин «Князь Игорь»)
- Лиза (П. Чайковский «Пиковая дама»)
- Мария (П. Чайковский «Мазепа»)
- Татьяна Ларина (П. Чайковский «Евгений Онегин»)
- Ганна (Н. Римский-Корсаков «Майская ночь»)
- Сабурова (Н. Римский-Корсаков «Царская невеста»)
- Ханако (Ю. Мейтус «Рихард Зорге»)
- Аксинья (Т. Хренников «В бурю»)
- Двойра (А. Журбин «Биндюжник и король»)
- Гульюзум (Х. Ахметов «Современники»)
- Мать (Х. Ахметов «Нэркэс»)
- Мать (З. Исмагилов «Кахым-туря»)
- Сахибъямал, Карасэс (З. Исмагилов «Послы Урала»)
- Шаура (З. Исмагилов «Шаура»)
- Женщина (С. Низаметдинов «Чёрные воды»)
- Зубаржат (С. Низаметдинов «Наки»)

## Концертный репертуар
- Дж. Верди. «Requiem»
- А. Дворжак. «Stabat Mater»
- Р. Шуман. «Любовь и жизнь женщины»
- Л. Исмагилова. «Такташ-симфония»
- С. Низаметдинов. «Черновик»
- З. Исмагилов. «Мы победили»
- З. Исмагилов. «Бессмертие»

## Награды
- Народная артистка Башкирской АССР (1989)